# McFall (Missouri)
McFall – miasto w Stanach Zjednoczonych, w stanie Missouri, w hrabstwie Gentry.